# Bessunger Straße 72
Das Haus Bessunger Straße 72 ist ein denkmalgeschütztes Fachwerkhaus aus dem frühen 18. Jahrhundert. Es steht im Stadtteil Bessungen der südhessischen Großstadt Darmstadt.

## Architektur und Geschichte
Das zweigeschossige, giebelständige Fachwerkhaus wurde im Jahre 1719 erbaut. Das Wohnhaus besitzt ein kunstvolles Zierfachwerk und ein biberschwanzgedecktes Satteldach. Auf den Giebelseiten des ersten Obergeschosses befinden sich Rauten aus Eckwinkelhölzern in den Fensterbrüstungsfeldern. Auf den Längsseiten befinden sich Wilder-Mann-Figurationen, die mit geschweiften und genasten Gegenstreben versehen sind.
Das Zierfachwerk ist im Originalzustand erhalten geblieben. Das Haus ragt in den Straßenraum hinein. Es steht an der Grenze der bäuerlichen zur gründerzeitlichen Bebauung im alten Ortskern von Bessungen.

## Denkmalschutz
Aus architektonischen, baukünstlerischen und stadtgeschichtlichen Gründen hat das Fachwerkhaus den Status eines Baudenkmals nach dem hessischen Denkmalschutzgesetz.